# Bukovščica
Bukovščica je naselje u slovenskoj Općini Škofji Loki. Bukovščica se nalazi u pokrajini Gorenjskoj i statističkoj regiji Gorenjskoj. 

## Stanovništvo
Prema popisu stanovništva iz 2002. godine naselje je imalo 139 stanovnika.